# Slau
Слау (Slau, також відомий як Славко Галатин і Джеррі Галатин) — американський музикант, співак, автор пісень і продюсер українського походження, який живе в Нью-Йорку. Найбільш відомий у світі подкастингу та музики «podsafe» за створення святкового гімну Podsafe for Peace «Якби кожен день був Різдвом» («If Every Day Were Christmas»).
У середині 1980-х Галатин об'єднався з Даркою Конопадою, утворивши Дарка й Славко, що став одним із найпопулярніших дуетів в українській діаспорі та Україні. Їхнє партнерство поклало початок десятирічній музичній співпраці, а також восьмирічному шлюбу. Дует був гостем фестивалю «Червона Рута-1989», на якому Славко Галатин вперше в СРСР з великої сцени виконав Гімн України. 
20 червня 2014 року Галатин дебютував як соліст The Blue Turtles, триб'ют-групи Sting, у Ice House у Бетлегемі, штат Пенсільванія.

## Podsafe for Peace
У 2005 році Слау спродюсував і написав у співавторстві версію «If Every Day Were Christmas», святкової пісні, яка потрапила в руки легенди подкастингу Адама Каррі. Після прослуховування пісні Каррі запропонував у своєму подкасті Daily Source Code, що пісня буде створюватися в стилі «We Are the World». Слау погодився і почав збирати групу podsafe, багато з яких були із Podsafe Music Network. У фінальному записі взяли участь 32 виконавці з дев'яти країн світу, а Каррі назвав його «Podsafe for Peace». Усі кошти від продажу запису надходять до ЮНІСЕФ.